# Micatagla hajeki
Micatagla hajeki – gatunek błonkówki z rodziny Bradynobaenidae i podrodziny Apterogyninae.
Gatunek opisany został w 2014 roku przez Pietro Lo Cascio et Guido Pagliano i nazwany na cześć Jiříego Hájka.
Samica o ciele długości od 4,7 do 6,9 mm, jednolicie jasnoczerwona z wyjątkiem przyciemnionych wierzchołków żuwaczek, czarnych tergitów od drugiego do czwartego i białych ostróg na odnóżach. Na krawędzi szóstego tergitu znajdują się regularnie rozmieszczone ząbki, o rozmiarach zmniejszających się ku jego wierzchołkowi.
Gatunek znany wyłącznie z Sokotry.